# Томмі Роу
То́ммі Роу (англ. Tommy Roe; повне ім'я Томас Девід Роу;  англ. Thomas David Roe; *9 травня 1942, Атланта, Джорджія, США ) — вокаліст, композитор, автор текстів.
Свою вокальну кар'єру Томмі розпочав ще 1958 року, коли з шкільними приятелями утворив гурт The Satins, що мала у репертуарі кілька його власних пісень, наприклад, "Sheila", яка на синглі вийшла 1960 року. Тоді цей сингл не здобув успіху. Проте виданий двома роками пізніше, після укладання Томмі сольного контракту з фірмою "ABC-Paramount", цей класичний рок-твір, що був інспірований стилем Бадді Холлі, піднявся на вершину американського чарту, а в Британії, де артист мав також велику популярність, потрапив до Тор 3.
1963 року Роу записав два сингли, "The Folk Singer" та "Everybody", які досягли Тор 10. 
Черговий "Sweet Pea" також умістився в першій десятці і був частим гостем на хвилях піратського радіо. Його наступний твір "Hooray For Hazel" знайшов теж подібний успіх, однак найкращим хітом стала пісня "Dizzy", яка 1969 року окупувала вершини чартів по обидва боки Атлантики. Артист випустив ще два вдалих сингли: "Heather Honey" та "Jam Up", і у сімдесятих роках сконцентрувався на кар'єрі локального виконавця. З'явився він на музичному ринку трохи пізніше з творами "Energy" та "Full Bloom", але особливим попитом вони не користувались. Відлуння давнього успіху повернулось до Томмі, коли 1991 року його твір "Dizzy" знову піднявся на вершину британського чарту, цього разу у виконанні гурту The Wonder Stuff та комічного актора Віка Рівса.

## Дискографія
- 1962 — Sheila
- 1963 — Something For Everybody
- 1966 — Sweet Pea
- 1967 — It's Now Winter's Day
- 1967 — Phantasy
- 1969 — Dizzy
- 1970 — We Can Make Music
- 1970 — Greatest Hits
- 1971 — Beginnings
- 1976 — 16 Greatest Hits
- 1977 — Energy
- 1978 — Full Bloom
- 1991 — The Best Of Tommy Roe — Yesterday, Today & Tomorrow